# Championnats de Tunisie d'athlétisme 1988
Navigation
1987 1989
Les championnats de Tunisie d'athlétisme 1988 sont une compétition tunisienne d'athlétisme se disputant en 1988.

## Palmarès
| Discipline            | Hommes                   | Hommes | Femmes         | Femmes  |
| --------------------- | ------------------------ | ------ | -------------- | ------- |
| 100 m                 | Messaoud Fguiri          | 10 s 6 |                |         |
| 200 m                 | Habib Dhouibi            | 21 s 6 |                |         |
| 400 m                 | Habib Dhouibi            | 47 s 6 |                |         |
| 800 m                 |                          |        |                |         |
| 1 500 m               |                          |        |                |         |
| 3 000 m               |                          |        |                |         |
| 5 000 m               |                          |        |                |         |
| 10 000 m              |                          |        |                |         |
| 100 m haies           |                          |        |                |         |
| 110 m haies           |                          |        |                |         |
| 400 m haies           |                          |        |                |         |
| 3 000 m steeple       |                          |        |                |         |
| Relais 4 × 100 mètres |                          |        |                |         |
| Relais 4 × 400 mètres |                          |        |                |         |
| Saut en longueur      | Mohamed El Aïd Zaghdoudi | 7,30 m |                |         |
| Triple saut           |                          |        |                |         |
| Saut en hauteur       |                          |        |                |         |
| Saut à la perche      |                          |        |                |         |
| Lancer du poids       |                          |        |                |         |
| Lancer du disque      |                          |        | Nabila Mouelhi | 44,08 m |
| Lancer du marteau     |                          |        |                |         |
| Lancer du javelot     |                          |        |                |         |
| Décathlon             |                          |        |                |         |
| Heptathlon            |                          |        |                |         |
| Marathon              |                          |        |                |         |